# ХК Седертеље
Спортски клуб Седертеље (швед. Södertälje Sportklubb) професионални је шведски клуб хокеја на леду из града Седертељеа. Тренутно се такмичи у HockeyAllsvenskan лиги, другом рангу професионалног клупског такмичења у Шведској. 
Утакмице на домаћем терену клуб игра на леду Седертеље арене капацитета 6.200 места. Боје клуба су индиго плава, жута и бела.
Клуб је основан 1902. године и један је од најстаријих шведских хокејашких клубова. У досадашњој историји клуб је освојио 7 титула првака Шведске, последњу у сезони 1984/85.

## Историјат
Хокејашки клуб Седертеље основан је 1902. године и један је од најстаријих хокејашких тимова у Шведској. Епипа је са званичним такмичењима започела 1925. године и од тада до данас (сезона 2017/18) одиграли су укупно 74 сезоне у елитној шведској лиги и по том параметру други су најуспешнији шведски клуб (екипа Јургордена је у истом периоду у елитној лиги играла 76 сезона). Хокејаши Седертељеа су освојили укупно 7 титула националног првака, у сезонама 1925, 1930, 1940/41, 1943/44, 1952/53, 1955/56. и 1984/87). 
Екипа је испала из СХЛ-а у сезони 2010/11. године. 
За екипу Седертељеа је у периоду између 2001. и 2005. играо Петар Поповић, шведски хокејашк српског порекла. Играчку каријеру у овом тиму започео је још један српски играч, Драган Умичевић.

## Култни играчи
Статус култног играча клуба имају три хокејаша и бројеви које су они носили играјући у овом клубу повучени су из употребе. 
- #2  Андерс Елдебринк (О)
- #7  Стиг Јеран Јохансон (Н)
- #11  Глен Јохансон (Н)